# Romanser (ældre og nyere)
Romanser (ældre og nyere) (Nederlands: Oude en nieuwe liederen) opus 39 is een liederenbundel van de componist Edvard Grieg. 
Grieg verzamelde voor deze bundel zes liederen met teksten van verschillende schrijvers:
- Bjørnstjerne Bjørnson: Fra Monte Pincio (van Monte Pincio), Pincio is een van de bekendste heuvels in Rome
- Bjørnstjerne Bjørnson: Dulgt kjærlighed (verborgen liefde)
- Jonas Lie: I liden højt deroppe (op een grassige heuvel)
- Kristofer Janson: Millom rosor (te midden van rozen)
- Olaf Peder Monrad: Ved en ung hustrus båre (Aan het graf van een jonge vrouw)
- Heinrich Heine: Hör’ ich das Liedchen klingen (Hoor ik het lied klinken)

De liederen dateren uit verschillende perioden uit het leven van de componist. Zo werd Fra Monte Pincio al geschreven rond 1870; het werd een populair lied van Grieg, zodanig dat hij het zelf in 1894 nog voorzag van een orkestratie. De Verborgen liefde werd ook rond die tijd gecomponeerd. De tekst van Jonas Lie werd pas in 1884 getoonzet. Millom Rosor (Te midden van rozen) verwijst naar de dood van Alexandra, dochter van echtpaar Grieg, circa 1869; tekstschrijver Janson had toen ook net zijn enig kind begraven. Ved en ung hustrs båre is de enige tekst die Grieg van Monrad heeft gebruikt, maar dan wel twee keer; een versie voor koor verscheen onder de titel Blegnet, segnet. De tekst van Heinrich Heine werd in 1884/1885 getoonzet; hij was toen al bezig met zijn Fra Holbergs tid. 